# 市川太一
市川 太一（いちかわ たいち、1993年2月4日 - ）は、日本の男性声優。ヴィムス所属。東京都出身。

## 人物
日本ナレーション演技研究所出身。
声優を目指すきっかけは、森久保祥太郎のラジオ。趣味はロードバイク、お菓子作り。特技はバスケットボール。
養成所時代の講師に福島潤がいた。

## 出演
太字はメインキャラクター。

### テレビアニメ
2015年
- 青春×機関銃（サバゲーマー、ゲーマー）
- 銃皇無尽のファフニール（男）
- スタミュ（生徒）

2016年
- 機動戦士ガンダム 鉄血のオルフェンズ（鉄華団団員）
- ツキウタ。 THE ANIMATION（学級委員）
- 斉木楠雄のΨ難（2016年 - 2018年、男子生徒、吾川） - 2シリーズ
- 坂本ですが?（男子生徒）
- はんだくん（ガイコツ）
- ももくり（男子生徒）

2017年
- クラシカロイド（観客）
- MARGINAL#4 KISSから創造るBig Bang（男子A）
- カブキブ!（来栖黒悟）
- アイドルタイムプリパラ（めがボーイ、子ども）
- ソード・オラトリア ダンジョンに出会いを求めるのは間違っているだろうか外伝（大剣使い）
- ゲーマーズ!（男子生徒C）
- アイドルマスター SideM（店員男B）
- ブレンド・S（客）

2018年
- 覇穹 封神演義（羌族の少年）
- グランクレスト戦記（ペトル）
- ヒナまつり（ケンゴ）
- メジャーセカンド（2018年 - 2020年、卜部隼人） - 2シリーズ
- 食戟のソーマ 餐ノ皿（中華研C）
- ガンダムビルドダイバーズ（マット）
- はたらく細胞（一般細胞5）
- ハイスコアガール（2018年 - 2019年、ギャラリー・鼻、ギャラリーB） - 2シリーズ
- やがて君になる（槙聖司）

2019年
- 3D彼女 リアルガール（委員長）
- ブギーポップは笑わない（少年）
- デュエル・マスターズ（2019年 - 2022年、キャップ、ギャップ） - 5シリーズ
- ジョジョの奇妙な冒険 黄金の風（少年A）
- からかい上手の高木さん（2019年 - 2022年、柴崎） - 2シリーズ
- うちの娘の為ならば、俺はもしかしたら魔王も倒せるかもしれない。（ハーゲル）
- あんさんぶるスターズ!（男子生徒）
- ダンジョンに出会いを求めるのは間違っているだろうか（2019年 - 2025年、ガリバー四兄弟） - 2シリーズ
- ヴィンランド・サガ（アンの兄弟）
- 星合の空（男子生徒、坂井）
- ぼくたちは勉強ができない!（男子中学生A）

2020年
- A3!（皆木滑）
- 神之塔 -Tower of God-（2020年 - 2024年、夜、ジュ・ビオレ・グレイス / 二十五日の夜） - 3シリーズ
- アルゴナビス from BanG Dream!（二条奏）
- ミュークルドリーミー（1年男子②、男子生徒①）

2021年
- 2.43 清陰高校男子バレー部（池田商業部員）
- ホリミヤ（男子高校生）
- 歌うサッカーパンダ ミファンダ（18番）
- キングダム（2021年 - 2022年、蒙毅） - 2シリーズ
- 終末のハーレム（2021年 - 2022年、水原怜人）
- 86-エイティシックス-（兵士）

2022年
- Engage Kiss（学生、悪魔憑き）
- リコリス・リコイル（リリベル隊長）
- ぼっち・ざ・ろっく!（妄想のAD、生徒）

2023年
- 最強陰陽師の異世界転生記（ベレン）

2024年
- 鬼滅の刃 柱稽古編
- 時々ボソッとロシア語でデレる隣のアーリャさん（2024年 - 2026年、清宮光瑠） - 2シリーズ
- モブから始まる探索英雄譚（解答者）
- ひとりぼっちの異世界攻略（オタB）

2025年
- ネクロノミ子のコズミックホラーショウ（NAO-KICHI）
- SAKAMOTO DAYS（男）

### 劇場アニメ
- 劇場版 からかい上手の高木さん（2022年）
- ゼーガペインSTA（2024年、ミカサ）
- 劇場版 鬼滅の刃 無限城編 第一章 猗窩座再来（2025年）

### OVA
- ミス・モノクローム -The Animation-（2014年）

### Webアニメ
- 天下統一恋の乱〜出陣！雑賀4人衆〜（2018年、千鳥[20]）
- アイドルランドプリパラ（2021年 - 2022年、めがボーイ）

### ゲーム
2016年
- クイズRPG 魔法使いと黒猫のウィズ（ガンドゥ・ギギライ、メンジャル・アンフ）

2017年
- ひらがな男子 いつらのこゑ（う）
- 異世界でカフェを開店しました。（ミント）
- ツキノパラダイス（東雲ユウリ）
- スタレボ☆彡 88星座のアイドル革命（雀千秋）
- 一血卍傑-ONLINE-（オロチマル）
- パラノーマルキス（綾園ルイス）
- テリア・サーガ（ワチモン）
- ブラッククローバーグリモワールバトル（ブレイブタイプ）
- Wiz;ALICE（トイズ、ルーナ）

2018年
- ポポロクロイス物語〜ナルシアの涙と妖精の笛〜 （コリン）
- 文豪とアルケミスト（アカ）
- 三極ジャスティス（ダンディ・シュール）
- 魔界王子と魅惑のナイトメア（ディア・ベルフェ）
- ORDINAL STRATA -オーディナル ストラータ-（ヨハン）
- イケメンライブ◆恋の歌をキミに（木蘭宗詩）
- CARAVAN STORIES（タタリス）

2019年
- 覇穹 封神演義 〜センカイクロニクル〜（張奎）
- ヒーロー'sパーク（蕪木花奏）

2020年
- SHOW BY ROCK!! Fes A Live（ジャロップ）
- ソードアート・オンライン アリシゼーション リコリス
- ヒーローカンターレ（黒の三月 夜）
- エンゲージソウルズ（リューシエン）

2021年
- アルゴナビス from BanG Dream! AAside（二条奏）
- コードギアス Genesic Re;CODE（ゼオ）

2022年
- eBASEBALLパワフルプロ野球2022（猪狩進）
- 聖塔神記 トリニティトリガー（シアン・エルレウス）
- 夢職人と忘れじの黒い妖精（サール）

2024年
- アルゴナビス -キミが見たステージへ-（二条奏）

2025年
- モンスターストライク（レース）

### ドラマCD
- 木嶋兄が狙われてます。（2017年、守野雪生[37]）
- ファイアーエムブレムEchoes もうひとりの英雄王 異国の空　黎明の森（ユーリの仲間たち）
- 千銃士 Noble Recollections02 feat.Navy&Pepper　(ネイビー)

### 吹き替え
- ペット・セメタリー2（ダグ）
- TEEN WOLF（2016年）
- mid90s ミッドナインティーズ（2021年、ルーベン〈ジオ・ガルシア〉[38]）

### デジタルコミック
- わたしに××しなさい!（2018年、霜月晶）

### ラジオ
※はインターネット配信。
- 阿座上洋平＆市川太一のいただきラジオ！（2017年、音泉※）[39]
- カブキブ！ ラジオ、聴かせやSHOW!（2017年、音泉※）[40]
- MAN TWO MONTH RADIO 市川太一の期待値上昇中!（2017年、AG-ON Premium※・超!A&G+※）[41]
- RADIO M4!!!!（2017年 - 、超!A&G+※）[42]
- ＃とらメロ2 堀江瞬・市川太一の月7（2017年 - 2018年、ラジオNIKKEI第1）
- スタレボ☆彡 ラジオ88（パチパチ）ステーション（2017年、音泉※）[43]
- 市川太一と過ごす12日間（2017年、マンガPark※）[44]
- 月刊 新・男前通信（2018年、文化放送モバイルplus）38代目パーソナリティ
- 入江玲於奈・市川太一のゴールデンフライデー（2019年 - 、YouTube※）

### テレビ
- アイキャラ（2016年 - 2017年、日本テレビ）ひらがな男子 う
- ツキプロch.（2016年、TOKYO MX）
- モテ福（2014年 - 2018年、テレビ埼玉）コケシロウ

### インターネット番組
- イチヤノしょ〜たいむ☆彡（2017年、Live.me）声優BOYSちゃんねる月曜レギュラー
- アベマショーゴ（2016年 - 2017年、AbemaTV）木曜レギュラー
- スマホエクササイズ〜1日3分アベマ体操〜（AbemaTV）ナレーション[45]
- こえはる寮101号室（2019年 - 2020年、YouTube)
- 市川太一・鈴木崚汰 MIX UP!!（2020年 - 2023年、YouTube・ニコニコ動画）[46]
- 人狼 -LIMIT BREAK-（2020年）[47]

### 映像商品
- M4!!!!
  - 1st Mini Album「Gravity」アニメイト限定盤[48]
  - 2nd Mini Album「Advance」アニメイト限定盤[48]
  - EVENT DVD MARINE SUPERNOVA 2018[49]
  - MARINE SUPERNOVA LIVE 2019[50]
  - Next Generation Festival 2019[51]
- 声優DVD企画 人狼バトル[52]
  - 人狼バトル ～人狼VS魔法使い～（2017年）
  - 人狼バトル lies and the truth 2018 JUNE ～人狼VS怪盗〜
  - 人狼バトル ～人狼VSスパイ～（2018年）
  - 人狼バトル lies and the truth 2019 FEBRUARY ～人狼VS海賊〜
  - 人狼バトル lies and the truth 2019 AUGUST ～人狼VSエクソシスト〜
  - 人狼バトル lies and the truth 2020 FEBRUARY ～人狼VSプリズナー～
- 声優DVD企画 Steal Treasure Run !!（2019年）[53]
- FUTSAL声優 Section 1（2019年）[54]
- FUTSAL声優 2019 SEPTEMBER[55]

### 舞台
- 劇団クロックガールズ 第13回公演「コメディカルナイト」（2016年6月8日 - 2016年6月12日、新宿シアターモリエール）
- 劇団アルタイル SPRING FESTIVAL 2017（2017年4月15日 - 4月16日、NEW PIER HALL）

### 朗読劇
- 朗読劇「レスティリズム～1carat～lasterisme」（2018年11月10日 - 11日、新宿村LIVE[56]） - トパーズ 役[57]
- 朗読劇「文絵のために」（2019年1月25日 - 27日、シアターブラッツ） - 岩槻武雄 役[58]
- 朗読劇「朝彦と夜彦1987」（2019年8月7日・11日[59]、シダックスカルチャーホールA） - 山田夜彦 役[60]
- SOUND THEATRE × 火色の文楽（2019年10月5日 - 6日、舞浜アンフィシアター） - 大楠柑太 役[61]
- 朗読劇「てだれもんら」（2019年11月23日、永山情報教育センター） - 鷹木明 役[62]
- 声のプロフェッショナルが奏でるリーディングシェイクスピア「ロミオとジュリエット」（2019年 12月20日 - 21日、サンシャイン劇場） - ティボルト、パリス 役他[63]
- 朗読劇「文絵のために 星見台高校の怪」（2020年1月18日 - 19日、新宿シアターモリエール）） - 岩槻武雄 役[64]
- 朗読劇「『ブライト・プリズン』 -学園の美しき生け贄-」（2020年9月13日、オンライン配信） - 杏樹 役[65]
- オリジナル朗読劇「羊たちの標本／再演」（2020年10月10日、オンライン配信） - サーシャ 役[66]
- 朗読劇「彼女が好きなものはホモであって僕ではない」（2021年9月4日、草月ホール） - 	高岡亮平 役
- 声のプロフェッショナルが奏でる日本文学「三つの愛と、厄災」（2021年10月17日、紀伊国屋ホール） - ひばり 役他[67]
- 朗読劇「カラオケ行こ!」（2021年12月19日、ところざわサクラタウン ジャパンパビリオン ホールA） - 岡聡実 役[68]
- 宮沢賢治朗読短編集「セロ弾きのゴーシュ」（2024年1月10日 - 14日、浅草九劇）[69]
- 朗読劇「若きウェルテルの悩み」（2024年5月6日、TOKYO FM HALL）[70]
- 朗読劇「ネコたん！〜猫町怪異奇譚〜」（2024年5月18日、あうるすぽっと） - サクタロー 役[71]
- 朗読劇「ニュー・ルネッサンス・イン・パリ」（2024年7月23日、博品館劇場）[72]
- SF空想科学朗読劇「宇宙戦争」(2025年1月9日、I'M A SHOW）[73]
- 音楽朗読劇「仮面の男」〜アレクサンドル・デュマ・ペール「ダルタルニャン物語」より〜（2025年3月4日、博品館劇場） - ポルトス 役 他[74][75]

### スタジアムDJ
- 川崎ブレイブサンダース アシスタントMC[76]

## ディスコグラフィ

### キャラクターソング
| 発売日   | 商品名                                                            | 歌 | 楽曲                                                           | 備考                                                             |
| 2017年   | 2017年                                                            | 2017年 | 2017年                                                         | 2017年                                                           |
| -------- | ----------------------------------------------------------------- | --- | -------------------------------------------------------------- | ---------------------------------------------------------------- |
| 5月17日  | お江戸-O・EDO-                                                    | カブキブロックス | 「お江戸-O・EDO-」                                             | テレビアニメ『カブキブ！』エンディングテーマ                     |
| 2018年   |                                                                   | |                                                                |                                                                  |
| 4月4日   | いつらのうたこゑ                                                  | う（市川太一） | 「Dive!Dive!Dive!」                                            | 『ひらがな男子』関連曲                                           |
| 4月4日   | いつらのうたこゑ                                                  | ち（榎木淳弥）、う（市川太一）、あんこ（天野七瑠） | 「Go up!!」                                                    | 『ひらがな男子』関連曲                                           |
| 4月4日   | いつらのうたこゑ                                                  | う（市川太一）、あんこ（天野七瑠） | 「Treasure Hunt」                                              | 『ひらがな男子』関連曲                                           |
| 4月4日   | いつらのうたこゑ                                                  | あ（梶裕貴）、う（市川太一）、あんこ（天野七瑠） | 「Ray of Rain」                                                | 『ひらがな男子』関連曲                                           |
| 8月22日  | 天下統一恋の乱〜出陣！雑賀4人衆〜 主題歌CD&アニメDVD              | 四銃奏 | 「統一天下四銃奏」                                             | Webアニメ『天下統一恋の乱〜出陣！雑賀4人衆〜』オープニングテーマ |
| 8月22日  | 天下統一恋の乱〜出陣！雑賀4人衆〜 主題歌CD&アニメDVD              | 四銃奏 | 「タガタメニ」                                                 | Webアニメ『天下統一恋の乱〜出陣！雑賀4人衆〜』エンディングテーマ |
| 9月5日   | Own The Night〜イケメンライブ 恋の歌をキミに イケラブ 1st ALBUM〜 | 銀波律（蒼井翔太）、蘇芳楽（梶裕貴）、朱真遥音（KENN）、東雲詠介（谷山紀章）、千草響一郎（伊東健人）、天宮アンリ（大河元気）、眞白奏（深町寿成）、木蘭宗詩（市川太一）、銀波弓弦（植田圭輔）、椿麻琴（小野友樹）、藤代旋（黒田崇矢）、藍墨晃揮（近藤隆） | 「最愛PHRASE」                                                 | ゲーム『イケメンライブ 恋の歌をキミに』主題歌                    |
| 2019年   |                                                                   | |                                                                |                                                                  |
| 1月23日  | スタレボ☆彡 88星座のアイドル革命 THE BEST「STAR REVOLUTION」Vol.4 | PURA.net | 「Horoscope」 「キラメキ☆プロローグ」 「シャッターチャンス！」 | ゲーム『スタレボ☆彡 88星座のアイドル革命』関連曲                 |
| 10月23日 | Noble Recollections 02                                            | ネイビー（市川太一） | 「Tasty!」                                                     | ゲーム『千銃士』関連曲                                           |

### その他参加作品
| 発売日         | 商品名                        | 歌  | 楽曲                                           | 備考                         |
| -------------- | ----------------------------- | --- | ---------------------------------------------- | ---------------------------- |
| 2018年12月26日 | ONLY LOVE/4 Me!!!!            | M4! | 「ONLY LOVE〜君がくれた愛し方〜」 「4 Me!!!!」 | ラジオ『RADIO M4!!!!』関連曲 |
| 2019年2月13日  | Gravity                       | M4! | 「COUNTDOWN」 「Missing」 「Ray light」        | ラジオ『RADIO M4!!!!』関連曲 |
| 2020年1月22日  | Dear my friend/My Sweet Shine | M4! | 「Dear my friend」 「My Sweet Shine」          | ラジオ『RADIO M4!!!!』関連曲 |
| 2020年4月22日  | Advance                       | M4! | 「Mirror World」 「4×U」 「YOUR HERO」         | ラジオ『RADIO M4!!!!』関連曲 |
| 2021年2月3日   | ダイヤモンドダスト            | M4! | 「ダイヤモンドダスト」                         | ラジオ『RADIO M4!!!!』関連曲 |

### シリーズ一覧
1. ↑  第1期（2016年）、第2期（2018年）
2. ↑  第1シリーズ（2018年）、第2シリーズ（2020年）
3. ↑  第1期（2018年）、第2期『II』（2019年）
4. ↑  【デュエル・マスターズ（2017年版）】

第2期『デュエル・マスターズ！』（2019年）、第3期『デュエル・マスターズ!!』（2019年 - 2020年）

【デュエル・マスターズ キング】

第1期（2020年 - 2021年）、第2期『キング！』（2021年 - 2022年）、第3期『キングMAX』（2022年）
5. ↑  第2期『2』（2019年）、第3期『3』（2022年）
6. ↑  第2期『II』（2019年）、第5期『V 豊穣の女神篇』（2024年 - 2025年）
7. ↑  第1期（2020年）、第2期『王子の帰還』（2024年）、第2期『工房戦』（2024年）
8. ↑  第3シリーズ（2021年）、第4シリーズ（2022年）
9. ↑  Season1（2024年）、Season2（2026年）

### 初出話一覧
1. 1 2  第1話初出
2. ↑  第13話初出

### ユニットメンバー
1. ↑  天雅熱（市川太一）、天雅冷（梅原裕一郎）、天雅懐（河西健吾）、天雅雷（逢坂良太）、天雅震（島﨑信長）
2. ↑  燕（大河元気）、雲雀（野上翔）、鳶（小松昌平）、千鳥（市川太一）
3. ↑  鳳慧（奥山敬人）、久白純（矢野奨吾）、狐塚鈴（永塚拓馬）、雀千秋（市川太一）
4. ↑  濱野大輝、天﨑滉平、永塚拓馬、市川太一